# 渋谷怪談 THE リアル都市伝説
『渋谷怪談 THE リアル都市伝説』（しぶやかいだん ザ リアルとしでんせつ）は、日本のホラー映画。2006年1月21日に公開。
2004年公開の『渋谷怪談』から続く「渋谷怪談シリーズ」の1作品であり、これまでのシリーズ作品同様、都市伝説を題材とし、東京都渋谷区を舞台とした作品である。シリーズの上では『渋谷怪談 サッちゃんの都市伝説』の次に位置しているが、前作は各シリーズ作品との繋がりを持たない番外編のため、本作との物語の上での繋がりはない。
全8話のオムニバスだが、各話の世界観は共通しており、物語の上でも関連性があり、一部の登場人物は複数話に登場している。

## ストーリー
1. リアルなお化け屋敷
恋人同士の高校生の玲奈と仁は、渋谷の廃ビルでの肝試し中、携帯電話を拾う。画面に表示されたウェブサイト「渋谷怪談」の内容の通りに怪現象が起き始める。
2. 怖い合コン
男女8人のはずの合コンが、仁の不在のまま7人で始められた。その中の1人・沢木綾の恐怖の体験談を機に、事態は意外な方向へ変わってゆく。
3. 隙間男
小学生の千尋は引っ越したばかりの自宅で、同級生の真理恵（演：留奈[注 1]）、ユリア（演：ジェシカ[注 1]）とかくれんぼを始める。鬼になった千尋は2人の隠れ場所を捜すうちに、家具の隙間に思わぬものを見つける。
4. 試着室
渋谷のブティックで女子高生が消息を絶つ。友人の詩織は、ブティックの試着室で女性が消えるという都市伝説を知り、手がかりを捜しにそのブティックへ向かう。
5. お人形
女子大生の可奈は幼い頃、不満があると人形に八つ当たりしていた。ある日の夜中、人形をしまってある戸棚から不気味な音が響く。
6. 首つり教室
午前0時に学校の姿見に祈るとコンプレックスが消えるという噂を耳にした由季子は、真夜中に学校へ忍び込むが、そこで首吊り自殺の現場を目撃してしまう。
7. 赤いホームページ
ななみはプチ家出中に男と知り合い、出来心から彼の荷物を奪って逃げる。荷物の中にはパソコンがあり、「赤い部屋」というウェブサイトに接続されていた。
8. リアル都市伝説
渋谷向陽高校の文化祭を間近に控え、とある学級で出し物のお化け屋敷が完成。担任教師の静香は1人目の客として招かれるが、屋敷の中で次々に異変が起こる。

## 登場人物
二宮 玲奈（にのみや れいな）
演 - 石坂ちなみ
第1話の主人公で、第8話にも登場。『サッちゃん 続・渋谷怪談』での渋谷向陽中学と中高一貫教育である渋谷向陽高校の2年生。
北川 仁（きたがわ じん）
演 - 福士誠治
第1話、第8話に登場。玲奈の同級生で、恋人同士でもある。文化祭のお化け屋敷のネタ集めのため、玲奈とともに渋谷の廃ビルへ肝試しに向かう。
森崎 祐平（もりさき ゆうへい）
演 - 泉政行（特別出演）
第2話の主人公。仁が主催した合コンのメンバーの1人。
沢木 綾（さわき あや）
演 - 水田芙美子
第2話に登場。祐平たちの合コンに出席した不思議な雰囲気の女性。かつて火事に遭遇した体験談をリアルに話す。
高原 祐佳里（たかはら ゆかり）
演 - 虎南有香
第2話に登場。仁のアルバイト仲間で、祐平たちの合コンの女性側幹事。
菅沼 千尋（すがぬま ちひろ）
演 - 紗綾
第3話の主人公。広い家に引っ越してきたばかりの小学生。第5話に登場する人形は、この家に前の住人が置き忘れ、千尋が気味悪がって可奈に押しつけたもの。
早川 詩織（はやかわ しおり）
演 - しほの涼
第4話の主人公。玲奈の同級生で、祐平たちの合コンのメンバー・西村圭太（演：笠原秀幸）の恋人。ブティックで消えた級友・新堂めぐみ（演：金澤ゆかり）の行方を追う。
吉田 可奈（よしだ かな）
演 - 栗原瞳
第5話の主人公。女子大生。祐平たちの合コンのメンバー・吉田早紀（演：本多真梨子）の姉。10年前は同級生の千尋たちからいじめを受けていた。
中根 由季子（なかね ゆきこ）
演 - 宮下ともみ
第6話の主人公。静香が渋谷向陽高校に在学していた頃の女生徒。小学校時代に友人の同級生が自殺して以来、笑顔ができず、周囲から浮いた存在。
熊沢 ななみ（くまざわ ななみ）
演 - 前田綾花
第7話の主人公。渋谷向陽とは別の高校の生徒で、祐佳里のメル友。
戸部 静香（とべ しずか）
演 - 片岡明日香
第8話の主人公で、第6話にも登場。渋谷向陽高校の教師で、玲奈たちの学級の担任。同校出身。生徒たちの気をひくため、ネットで知った都市伝説をよく話すが、実際には作り話と決め込んで馬鹿にしている。

## 制作
前作『渋谷怪談 サッちゃんの都市伝説』発表の翌2005年に企画が浮上し、急展開で企画が実現。第2作までで脚本を担当していた福谷修が、本作では原作、脚本、監督すべてを担当することになった。福谷にとっては、監督以下すべてをこなした初の作品となった。シリーズ中の映像作品としては、同時公開の『渋谷怪談』『渋谷怪談2』、『サッちゃんの都市伝説』に続く第3弾として位置づけられている（厳密には『渋谷怪談2』と『サッちゃんの都市伝説』の間に小説作品『サッちゃん 続・渋谷怪談』がある）。
前作までのシリーズにおいて、作中のキーパーソンである「サッちゃん」は、ホラーファンの間にもある程度認知されるほどの存在となった反面、あまりに露出しすぎたためにコメディに近い印象を持つ視聴者も増えたため、原点回帰として「サッちゃん」を恐怖の対象に戻すことを狙い、「サッちゃん」の登場を敢えて控えめにし、新たに「隙間男」というキャラクターを登場させるなどして、心理的な恐怖感や緊張感を高めることが狙われている。
作中では、都市伝説を特集している携帯電話向けウェブサイト「渋谷怪談」が重要な要素となるが、このサイトは上映当時に実在しており、掲示板にも活発な書き込みが行われていた。本作の題材となった都市伝説はこのサイトで公募が行われ、人気投票で上位を得たものが一部使用されている。ただし、もとの書き込みはせいぜい数百字程度のため、映画化にあたってはアレンジが加えられており、中にはほぼオリジナルといえるものもある。
石坂ちなみ、しほの涼、紗綾といった多数の新人・若手俳優の起用も話題となった。当時「最年少グラビアアイドル」としても話題となっていた紗綾は、本作が映画初出演となった。
2006年2月21日からは、これまでの映像化作品全シリーズと同時にBIGLOBEでネット配信が開始された。

### スタッフ
- 監督：福谷修
- 企画：辻畑秀生
- プロデューサー：柴田一成、柳原祥広
- アソシエイト・プロデューサー：平井良知
- 撮影：福田陽平
- 美術：西廣泰
- 照明：福長弘章
- 音楽：原田勝通
- 録音：長尾風汰
- 音響効果：丹雄二
- 衣装（デザイン）：須藤裕子
- 助監督：広崎哲也
- スチール：渡辺茂史
- 特殊メイク：マイケル・ティー・ヤマグチ

## DVDリリース・派生作品
2006年7月6日に、同名の原作小説が発行された。小説には映画の全8話に加え、映画にないオリジナルエピソード『プロローグ』『死体監視人』『エピローグ』の3話が加えられており、『エピローグ』は本来は映画の最終第9話に予定されていたものである。
同年、全国のアミューズメント施設で、前述の『エピローグ』の映像化作品『渋谷怪談 コインロッカーのサッちゃん』が上映された。『エピローグ』が『渋谷怪談 THE リアル都市伝説』上映時に含まれていなかった理由は、福谷は内容が過激だったためとしているが、『コインロッカーのサッちゃん』上映時の発表によれば、撮影中から試写プレビュー時に次々と不可解な現象が起きたために封印され、上映中止になったとされている。
DVDは、2006年7月14日に『渋谷怪談 THE リアル都市伝説 デラックス版』として発売。2008年4月23日、渋谷怪談シリーズ全映像作品をすべて網羅するDVD-BOX『渋谷怪談 “最凶”大全集』が発売。『コインロッカーのサッちゃん』は、これが初ソフト化となった。